# رضا بهرام
رضا بهرام با نام اصلی رضا هلاورجانی (زادهٔ ۲۰ دی ۱۳۶۹)، خواننده پاپ ایرانی است.

## زندگی شخصی
رضا بهرام متولد خواننده سرشناس ایرانی در سبک موسیقی تلفیقی است. او فرزند دوم خانواده است و دو خواهر ورزشکار دارد. خواهر بزرگتر او مربی بدنسازی و اسب سوار است و خواهر کوچکترش نیز قایق‌سوار است.
پدرش که اولین مشوق رضا بهرام در عرصه خوانندگی بود در سال ۱۳۸۴ دار فانی را وداع گفت و به همین دلیل رضا خوانندگی را کنار گذاشت. در آن زمان فوتبال بازی می‌کرد، مدتی در «باشگاه فوتبال فولاد یزد» و پس از آن مدتی نیز در «باشگاه فوتبال فولاد خوزستان» بازی کرد که متأسفانه در آن بازی مجروح شد. او به دلیل جراحات وارده و انجام چند جراحی، مجبور شد سه سال فوتبال را کنار بگذارد. از طرفی بعد از این اتفاق، روی موسیقی سرمایه‌گذاری کرد و به آن بازگشت. او موفقیت خود را بیشتر به تشویق مادرش نسبت می‌دهد. همچنین مدعی شد که بعد از مرگ پدرش هیچ‌کس بیشتر از مادرش حامی او نبوده و به عقیدهٔ او، مادرش و خدا حامیان اصلی او هستند. یک سال قبل از ثبت نام در دانشگاه در سال ۱۳۸۹، او تمام توجه خود را به موسیقی معطوف کرد و تا سال ۱۳۹۴ به‌طور حرفه ای آن را حفظ کرد.
رضا دارای مدرک کارشناسی مدیریت مالی از دانشگاه علم و هنر یزد می‌باشد.

## خوانندگی
او در ۲۹ تیر ۱۳۹۷ اولین تک آهنگ خود را با نام «از عشق بگو» منتشر کرد که به تهیه کنندگی او ساخته شد. تنظیم آن بر عهده مسعود جهانی بود و حامد دهقانی شعر را سروده است. این آهنگ موفقیت بزرگی را برای بهرام به همراه آورد.
اختتامیه سی و ششمین جشنواره بین‌المللی فیلم فجر با اجرای «از عشق بگو» با صدای رضا بهرام در برج میلاد تهران انجام شد.
در دو سال اخیر، اجرای رضا بهرام از «گل عشق» و «دیوانه» در صدر بیشترین دانلود موسیقی ایرانی بوده است. اهنگ «نگار» و «آدم سابق» آهنگسازی این دو قطعه بر عهده گروه پازل بند بوده که هر دو ترک عالی بودند.
چهل نمایش از ۱۵۰ نمایش او در مجلل‌ترین هتل اسپیناس پالاس (تهران) برگزار شد، مکانی با ظرفیت ۲۵۰۰ نفر، که در آنجا با استقبال خیل عظیمی از علاقمندان مشتاق روبرو شد.
رضا بهرام علاوه بر خوانندگی تیتراژ پایانی سریال‌های «ممنوعه» و «دل» در پروژه‌های دیگری نیز حضور دارد.

## جوایز
تندیس حافظ (جشن حافظ) بهترین خواننده پاپ به رضا بهرام برای قطعه «عشق ممنوع» اهدا شد.

## آلبوم‌شناسی
- عادلانه نیست
- دلبر جانم
- لبخند بزن
- تا تو از راه رسی
- بین من و تو
- هیچ
- کاش
- آرامشی دارم
- گل عشق
- شبهای بعد از تو
- آتش
- دیوانه
- بیمار
- از عشق بگو
- کجایی
- مو به مو
- گلی (همخوانی با مسیح و آرش)